# 久我山
久我山（くがやま）は、東京都杉並区にある地名。現行行政地名は久我山一丁目から久我山五丁目。住居表示実施済み区域である。

## 地理
杉並区の南西部に位置する。北部は杉並区宮前・松庵と接する。北西部は三鷹市井の頭・武蔵野市吉祥寺南町に接する。西部は三鷹市牟礼に接する。南部は世田谷区北烏山に接する。南西部は杉並区上高井戸に接する。東部は杉並区高井戸西に接する。

### 河川
- 神田川
- 玉川上水

町域内を神田川と玉川上水が流れ、その両岸に当たる。

### 特色
玉川上水には、上水を挟んで両側に未舗装の土の遊歩道が見られ、上水の水と緑とあいまって区部有数の貴重な武蔵野の原風景を形成しているが、東京都が2019年に広幅員道路である東八道路を環境保全に努めつつ開通させており、道路アクセスが向上している。また、当地域内を人見街道が横断している。
久我山駅周辺は久我山連合商店会の商店街があり、地域コミュニティーの中心としての役割も担っている。周辺地域の多くは閑静な住宅街からなる。また、町域内は企業や団体のグラウンドや運動施設も複数見られ、広場や公園が多い。久我山駅の程近くに久我山稲荷神社がある。

### 地価
住宅地の地価は、2025年（令和7年）1月1日の公示地価によれば、久我山1-5-17の地点で94万4000円/m2、久我山4-24-18の地点で67万8000円/m2、久我山5-9-7の地点で72万2000円/m2となっている。

## 歴史
「くが」とは空閑地や陸地のことであり、武蔵野の新開地の意と推測される。古くは久ケ山とも。
江戸時代から1889年までは江戸幕府領久我山村であった。文化文政時代は64戸、水利は玉川上水および神田上水、鎮守神は久我山稲荷神社であった。

### 沿革
- 1889年5月1日 - 町村制施行により、東京府東多摩郡大宮前新田、松庵村、久我山村、中高井戸村、上高井戸村および下高井戸村が合併し、東多摩郡高井戸村が出来、同村大字久我山となる。
- 1896年4月1日 - 東多摩郡が南豊島郡と合併し豊多摩郡となる。
- 1926年7月1日 - 町制施行し、豊多摩郡高井戸町大字久我山となる。
- 1932年10月1日 - 東京市へ編入され、杉並区[9]久我山一丁目から三丁目までとなる[10][5]。
- 1933年8月1日 - 久我山駅、富士見ヶ丘駅が開業。
- 第二次世界大戦末期 - B-29を撃墜するために開発された当時世界最大の五式十五糎高射砲が2門配置されていた[注釈 2]。
- 1949年4月1日 - 久我山大学が開学[11]。
- 1950年12月28日 - 久我山大学が閉学[12]。
- 1967年 - 立教女学院短期大学が開学。
- 1969年3月1日 - 住居表示を実施し、久我山一丁目から三丁目までは、高井戸西一丁目および久我山一丁目から五丁目までとなる[13]。
- 1978年10月24日 - 久我山三丁目のマンションでガス爆発が発生。7人がけが、マンション及び周囲の130世帯のガラスが割れる被害が生じた[14]
- 2020年3月31日 - 立教女学院短期大学が閉学。

### 町名の変遷
| 実施後         | 実施年月日    | 実施前（いずれも高井戸町）                                         |
| -------------- | ------------- | ------------------------------------------------------------------ |
| 上高井戶二丁目 | 1932年10月1日 | 大字上高井戶字兒子谷戶・字西原・字五割・字中久保                   |
| 上高井戶三丁目 | 1932年10月1日 | 大字上高井戶字東原・字佃・字御伊勢・字中袋・字前山・字小山・字池袋 |
| 上高井戶五丁目 | 1932年10月1日 | 大字上高井戶字打越・字北原・字屋敷・字正用西・字屋敷下             |
| 久我山一丁目   | 1932年10月1日 | 大字久我山字鍛冶屋敷・字東ノ原・字下ノ原                           |
| 久我山二丁目   | 1932年10月1日 | 大字久我山字宮下・字向ノ原・字三屋・字堀向                         |
| 久我山三丁目   | 1932年10月1日 | 大字久我山字北ノ原・字西ノ原・字中屋敷                             |

| 実施後         | 実施年月日   | 実施前（各町丁ともその一部）                 |
| -------------- | ------------ | -------------------------------------------- |
| 久我山一丁目   | 1969年3月1日 | 久我山二丁目、上高井戸二丁目                 |
| 久我山二丁目   | 1969年3月1日 | 久我山一丁目、久我山二丁目、上高井戸三丁目   |
| 久我山三丁目   | 1969年3月1日 | 久我山二丁目、久我山三丁目                   |
| 久我山四丁目   | 1969年3月1日 | 久我山一丁目、久我山二丁目、久我山三丁目     |
| 久我山五丁目   | 1969年3月1日 | 久我山一丁目、上高井戸五丁目                 |
| 高井戸西一丁目 | 1969年3月1日 | 久我山一丁目、上高井戸三丁目、上高井戸五丁目 |

## 世帯数と人口
2025年（令和7年）3月1日現在（杉並区発表）の世帯数と人口は以下の通りである。
| 丁目         | 世帯数     | 人口     |
| ------------ | ---------- | -------- |
| 久我山一丁目 | 937世帯    | 1,639人  |
| 久我山二丁目 | 1,391世帯  | 2,597人  |
| 久我山三丁目 | 3,047世帯  | 5,268人  |
| 久我山四丁目 | 2,686世帯  | 5,213人  |
| 久我山五丁目 | 3,067世帯  | 5,666人  |
| 計           | 11,128世帯 | 20,383人 |

### 人口の変遷
国勢調査による人口の推移。
| 年                 | 人口   |
| ------------------ | ------ |
| 1995年（平成7年）  | 19,841 |
| 2000年（平成12年） | 20,018 |
| 2005年（平成17年） | 20,151 |
| 2010年（平成22年） | 19,789 |
| 2015年（平成27年） | 19,828 |
| 2020年（令和2年）  | 20,733 |

### 世帯数の変遷
国勢調査による世帯数の推移。
| 年                 | 世帯数 |
| ------------------ | ------ |
| 1995年（平成7年）  | 9,340  |
| 2000年（平成12年） | 9,828  |
| 2005年（平成17年） | 10,336 |
| 2010年（平成22年） | 10,347 |
| 2015年（平成27年） | 10,597 |
| 2020年（令和2年）  | 11,443 |

## 学区
区立小・中学校に通う場合、学区は以下の通りとなる（2016年1月時点）。
| 丁目         | 番地               | 小学校                   | 中学校                 |
| ------------ | ------------------ | ------------------------ | ---------------------- |
| 久我山一丁目 | 全域               | 杉並区立富士見丘小学校   | 杉並区立富士見丘中学校 |
| 久我山二丁目 | 1 - 11番 19 - 23番 | 杉並区立富士見丘小学校   | 杉並区立富士見丘中学校 |
| 久我山二丁目 | 24 - 26番          | 杉並区立久我山小学校     | 杉並区立富士見丘中学校 |
| 久我山二丁目 | 28番               | 杉並区立高井戸第二小学校 | 杉並区立西宮中学校     |
| 久我山二丁目 | 12 - 18番 27番     | 杉並区立高井戸第二小学校 | 杉並区立富士見丘中学校 |
| 久我山三丁目 | 1 - 7番 15 - 24番  | 杉並区立高井戸第二小学校 | 杉並区立富士見丘中学校 |
| 久我山三丁目 | 8 - 14番 25 - 47番 | 杉並区立高井戸第二小学校 | 杉並区立西宮中学校     |
| 久我山四丁目 | 1 - 17番 38 - 50番 | 杉並区立高井戸第二小学校 | 杉並区立西宮中学校     |
| 久我山四丁目 | 18 - 37番          | 杉並区立松庵小学校       | 杉並区立西宮中学校     |
| 久我山五丁目 | 7 - 8番 32 - 36番  | 杉並区立久我山小学校     | 杉並区立西宮中学校     |
| 久我山五丁目 | 1 - 6番 10 - 25番  | 杉並区立久我山小学校     | 杉並区立富士見丘中学校 |
| 久我山五丁目 | 9番 26 - 31番      | 杉並区立久我山小学校     | 杉並区立宮前中学校     |
| 久我山五丁目 | 37 - 39番          | 杉並区立高井戸第二小学校 | 杉並区立西宮中学校     |

## 交通

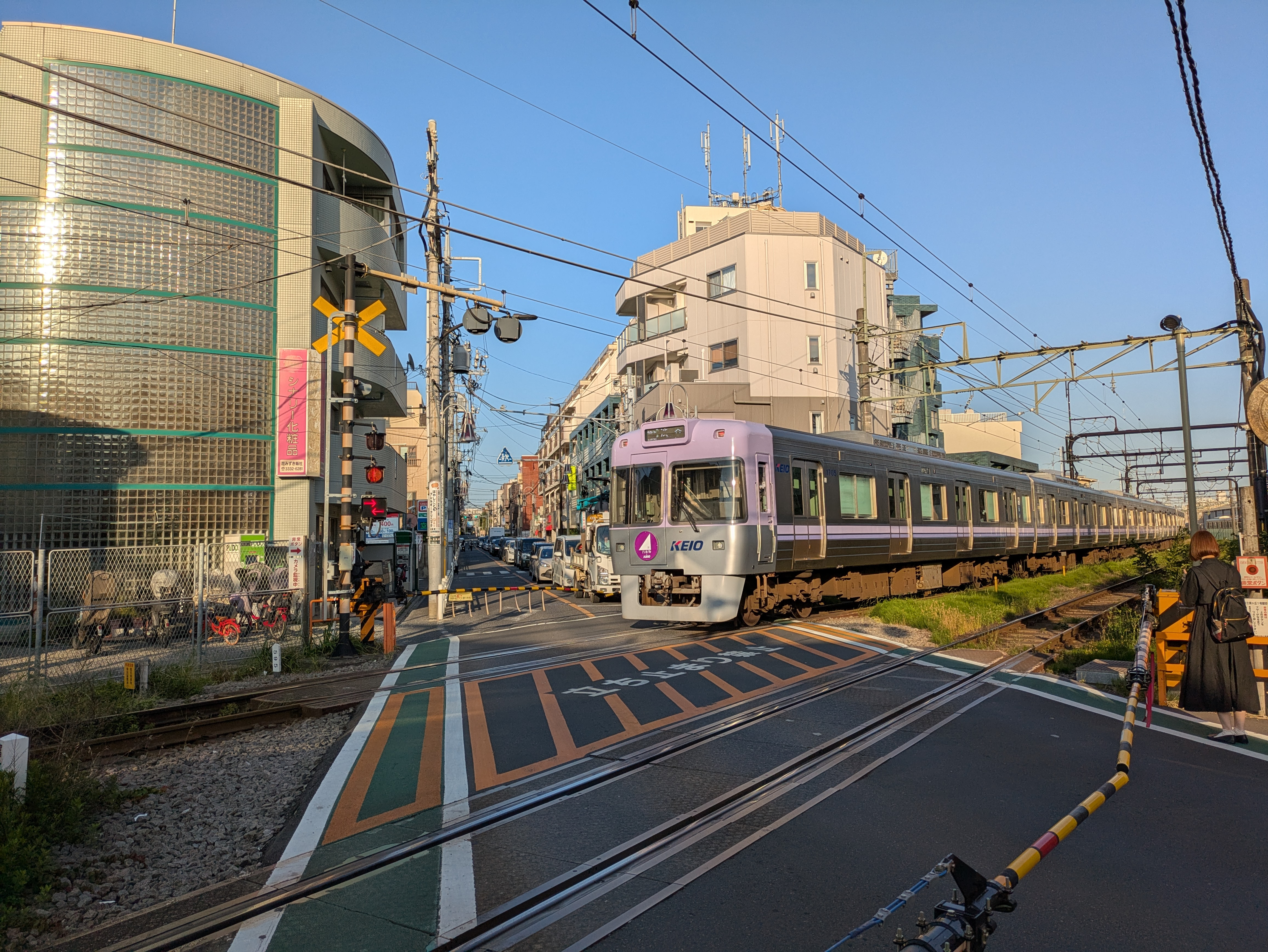
久我山は駅至近で京王井の頭線と人見街道が交差する

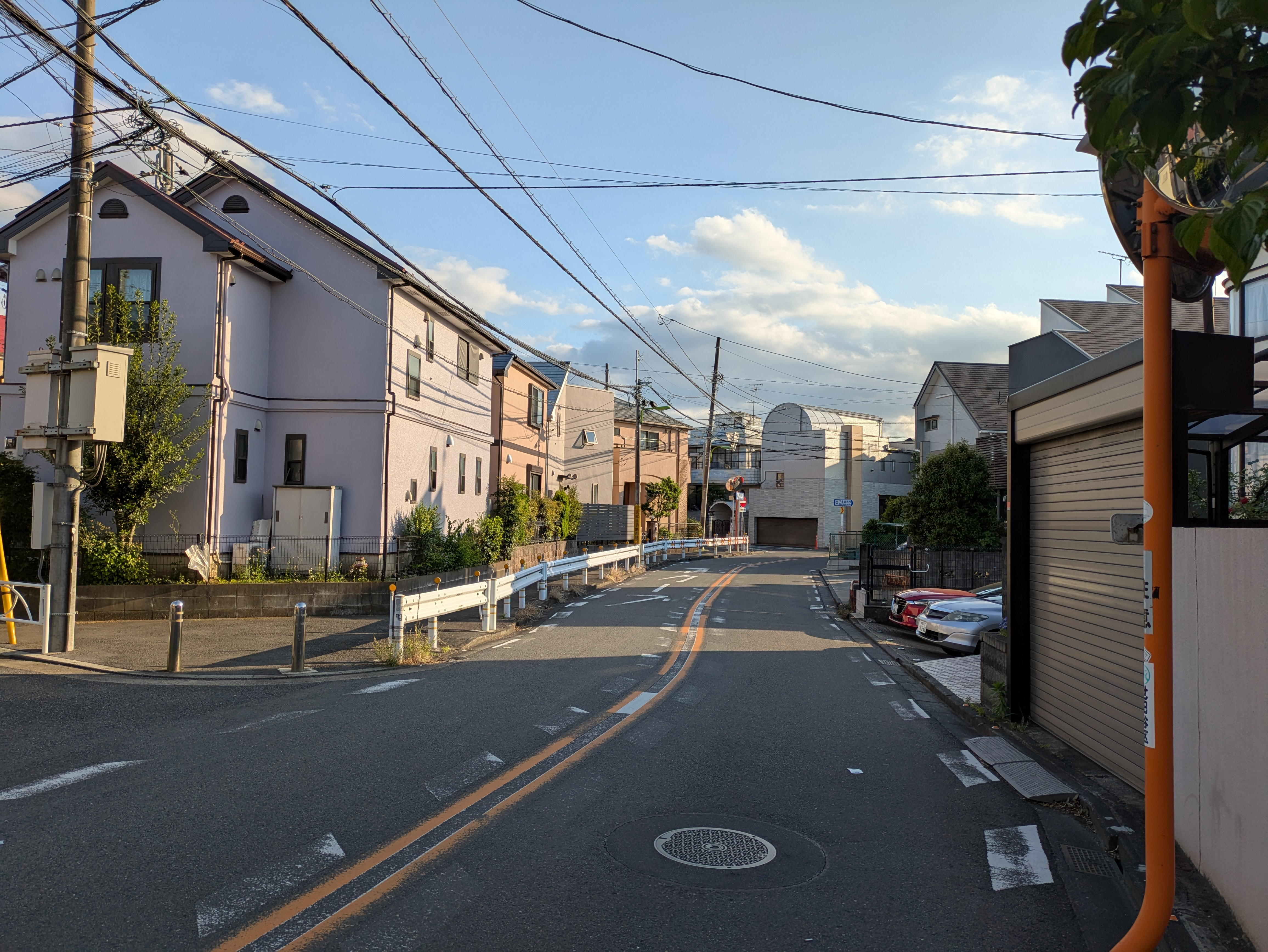
街区南側、北烏山境界の下本宿通り

### 鉄道
| 街区内の駅                                           |
| ---------------------------------------------------- |
| 京王井の頭線 - 富士見ヶ丘駅(IN 13) - 久我山駅(IN 14) |

京王井の頭線の久我山駅が位置している。また東端部には富士見ヶ丘駅があり、西端部では三鷹市井の頭にある三鷹台駅が近い。

### バス
- 京王バス永福町営業所 ｰｰｰ 久我山駅至近の人見街道経由の三鷹駅−永福町間路線バスを運行。
- 関東バス青梅街道営業所 ｰｰｰ 街区北側立教通りに、久我山・久我山四丁目バス停が存在し、西荻窪方面への路線バスを運行。(久我山駅とは離れている。)
- すぎ丸 ｰｰｰ 杉並区コミュニティバス。かえで路線で宮前・西荻窪駅方面バスを運行。

### 道路
- 東八道路
- 人見街道
- 岩通通り
- 下本宿通り

## 事業所
2021年（令和3年）現在の経済センサス調査による事業所数と従業員数は以下の通りである。
| 丁目         | 事業所数  | 従業員数 |
| ------------ | --------- | -------- |
| 久我山一丁目 | 48事業所  | 1,006人  |
| 久我山二丁目 | 84事業所  | 686人    |
| 久我山三丁目 | 158事業所 | 1,076人  |
| 久我山四丁目 | 134事業所 | 921人    |
| 久我山五丁目 | 180事業所 | 1,095人  |
| 計           | 604事業所 | 4,784人  |

### 事業者数の変遷
経済センサスによる事業所数の推移。
| 年                 | 事業者数 |
| ------------------ | -------- |
| 2016年（平成28年） | 592      |
| 2021年（令和3年）  | 604      |

### 従業員数の変遷
経済センサスによる従業員数の推移。
| 年                 | 従業員数 |
| ------------------ | -------- |
| 2016年（平成28年） | 4,492    |
| 2021年（令和3年）  | 4,784    |

## 施設
- 立教女学院中学校・高等学校
- 立教女学院小学校
- 國學院大學久我山中学校・高等学校
- 学校法人野上学園久我山幼稚園[24]
- 高井戸公園 - 建設、整備中
  - 久我山運動場

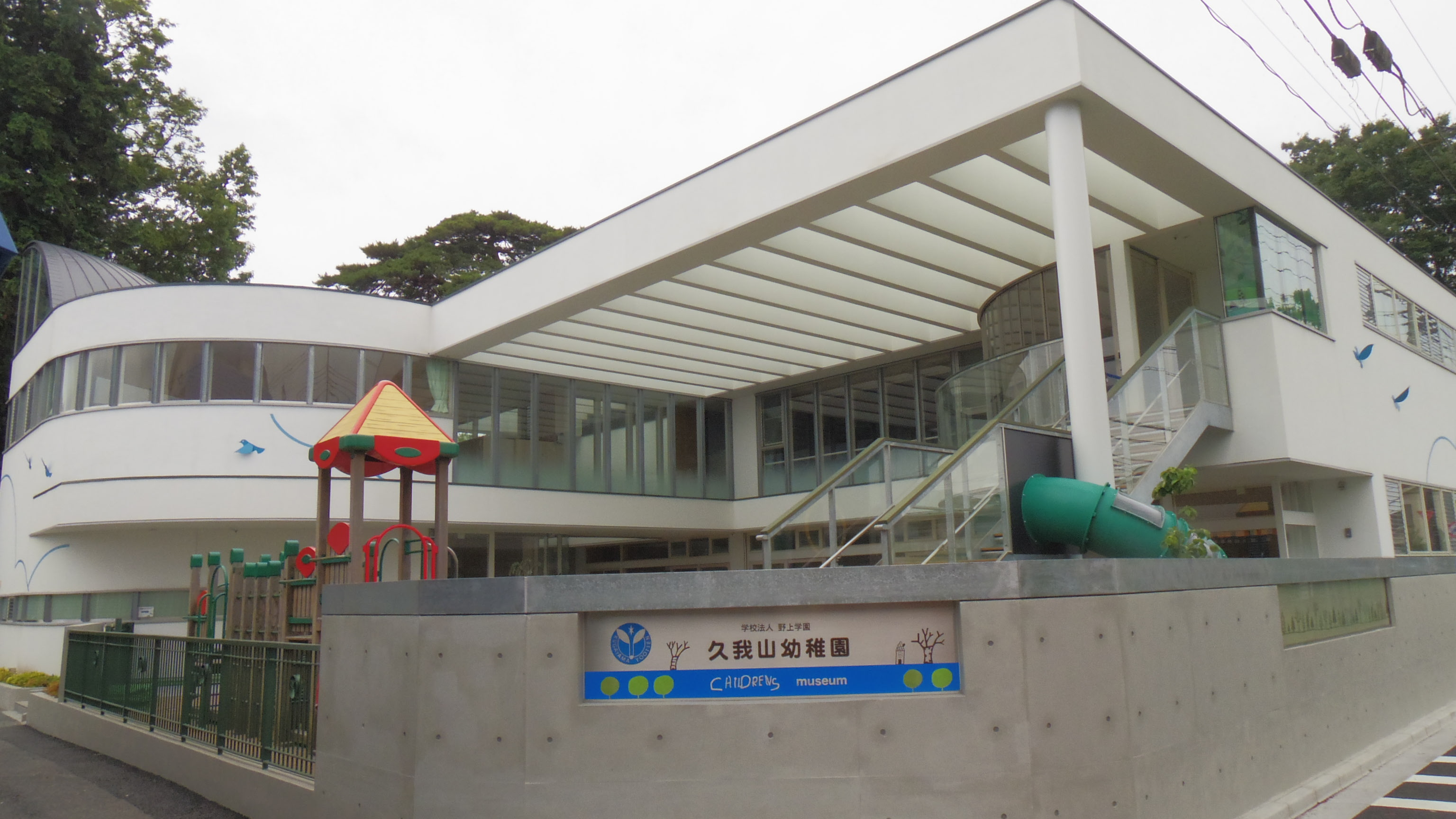
久我山幼稚園

    - NHK富士見ヶ丘クラブハウス - 前川國男の設計。1954年（昭和29年）建設。
- 岩崎通信機本社
- 京王電鉄富士見ヶ丘検車区
- 久我山稲荷神社

## その他

### 日本郵便
- 郵便番号 : 168-0082[3]（集配局 : 杉並南郵便局[25]）。